# Англьобер
„Англьобѐр“ (на френски: Englebert) е бивша производствена компания в Лиеж, Белгия.
Тя е производител на гуми за автомобилостроенето, селското стопанство, тежкотоварни камиони и автобуси, както и изделия от каучук за промишлеността.
Компанията произвежда и спортни гуми за автомобилните спортове.

## Във „Формула 1“
|           | Участия | Победи | ПП | НБО | Точки | Бр. Пилоти | Бр. Отбори | Бр. Двигатели |
| Англьобер | 61      | 9      | 12 | 13  | 57    | 46         | 8          | 7             |
| --------- | ------- | ------ | -- | --- | ----- | ---------- | ---------- | ------------- |